# Francisco Borja da Costa
Francisco Borja da Costa (* 14. Oktober 1946 in Fatu-Belak, Fatuberlio, Portugiesisch-Timor; † 7. Dezember 1975 in Dili, Osttimor) war ein osttimoresischer Journalist, Freiheitskämpfer und Dichter und schrieb sowohl die Nationalhymne des Landes Pátria, als auch die Parteihymne der FRETILIN „Foho Ramelau“.

## Werdegang
Francisco wurde als Sohn von Alcina da Costa und António da Costa, dem Liurai von Fatuberlio, geboren. Bis zur vierten Klasse ging er in Soibada zur Schule, wechselte dann nach Dili, wo er nach dem Abitur ab 1967 als Beamter arbeitete. Von 1968 bis 1971 absolvierte Costa seinen Wehrdienst und kehrte danach zurück in den Öffentlichen Dienst. 1973 war er eine Zeit lang in Lissabon und wurde Teil der osttimoresischen Studenten aus dem Casa dos Timores. Nach seiner Rückkehr nach Dili arbeitete Costa aktiv bei der timoresischen Nationalbewegung  mit. Am 25. April 1974 war er einer der Mitbegründer der Partei Associação Social Democrática Timorense (ASDT), die kurz darauf in FRETILIN umgetauft wurde. Costa wurde Mitglied des Zentralkomitees. Bekannt wurde Costa durch seine Poesie und Reden in der Landessprache Tetum. Er arbeitete als Journalist für die A Voz de Timor (Die Stimme Timors), der ersten Zeitung Osttimors und schrieb auch im Seara, dem Magazin des Bistums Dili. In Portugal absolvierte er Praktika bei der Diário de Notícias und der Zeitung República.
Costa starb vor seinem Haus in Dilis Stadtteil Bairo dos Grilos, am ersten Tag der indonesischen Invasion, die der Unabhängigkeitserklärung Osttimors folgte. Sein Name stand auf einer Todesliste des indonesischen Militärs. Costas Körper wurde am Strand von Lecidere in Dili mit anderen FRETILIN-Mitgliedern verscharrt, wo er später gefunden wurde.

## Sonstiges
Die australische Band Midnight Oil brachte 1993 ein Cover von Costas Kampflied Kolele Mai heraus, um ihre Solidarität zum osttimoresischen Befreiungskampf zu zeigen.
1986 wurde zu Ehren Costas die Borja da Costa Austronesian Fondation (FABC) in Lissabon gegründet, die sich dem kulturellen Erbe Osttimors, besonders dem Tetum, der Kolonisationsgeschichte, der Religion und der Soziologie der timoresischen Gesellschaft widmet. Der Jardim Borja da Costa, nahe dem Todesort des Poeten, ist nach ihm benannt.
Den 14. Oktober, Costas Geburtstag, erklärte die osttimoresische Regierung zum „Nationalen Tag der Timoresischen Kultur“. Der Presserat Osttimors verlieh Borja da Costa posthum am 23. November 2017 den Titel „Jornalista de Mérito“ (deutsch Verdienter Journalist).
Sein Bruder Luís Borja da Costa schuf ein Tetum-Wörterbuch und einen Sprachführer Tetum-Portugiesisch. Franciscos Frau Maria Genoveva da Costa Martins war Mitglied des ersten Nationalparlaments Osttimors.